# Kevin Stefanski
Kevin Stefanski/stəˈfɛnskiː/ (8 de maio de 1982) é um treinador de futebol americano profissional. Atualmente comanda o Cleveland Browns, franquia pertencente a National Football League. Ele iniciou sua carreira na NFL como treinador assistente do Minnesota Vikings em 2006; e assumiu diversas função até 2019, ano em que foi coordenador ofensivo. Stefanski deixou Minnesota para se tornar o técnico principal dos Browns em 2020, onde liderou o time em sua primeira aparição nos playoffs desde 2002. Ele foi nomeado Treinador do Ano da NFL, prêmio entregue pela Associated Press. Após a temporada, tornou-se o primeiro técnico dos Browns a receber a homenagem desde 1975 e o primeiro após o retorno da franquia em 1999 como uma equipe de expansão na liga.